# Dimitrios Ferfelis
Dimitrios Ferfelis (* 5. April 1993 in Delmenhorst) ist ein deutsch-griechischer Fußballspieler, der als Stürmer spielt. Ferfelis spielt seit 2020 für den Regionalligisten Atlas Delmenhorst.

## Karriere
Ferfelis spielte in der Jugend zunächst für den TuS Hasbergen, DTB Delmenhorst, TuS Heidkrug und Werder Bremen, von denen er 2012 in die Regionalliga Süd zur TuS Koblenz wechselte. Nach zwei Saisons in Koblenz wechselte Ferfelis zum PEC Zwolle in die Eredivisie. Sein Debüt in der ersten Mannschaft gab er im Ligaspiel gegen den FC Twente am 23. November 2014. Am 10. Juni 2015 unterzeichnete einen Dreijahresvertrag mit dem griechischen Super-League-Verein PAS Ioannina. Am 29. Dezember 2016 wechselte er zu PAS Lamia 1964 in die Football League, die zweite griechische Liga. Zur Saison 2017/18 wechselte Dimitrios Ferfelis am 31. Juli 2017 zum Drittligisten FSV Zwickau, wo er einen Vertrag bis zum 30. Juli 2018 plus ein Jahr Option unterschrieben hat. Sein Debüt für Zwickau gab er am 1. August 2017 in Ligaspiel gegen SG Sonnenhof Großaspach, als er in der 57. Minute eingewechselt wurde. Nach einem Jahr im rot-weißen Trikot wechselte Ferfelis im Sommer 2018 zum Regionalligisten Wormatia Worms. Von dort wechselte er zur Saison 2019/20 innerhalb der Regionalliga Südwest zum FC Gießen, bei welchem er auch bei der zweiten Mannschaft in der Verbandsliga zum Einsatz kam. Im Juni 2020 wurde sein Wechsel zum Regionalliga Nord-Aufsteiger Atlas Delmenhorst bekannt.

## Erfolge
- Niederländischer Supercup: 2014 mit dem PEC Zwolle